# 劳伦斯·斯通
劳伦斯·斯通（英語：Lawrence Stone，1919年12月4日—1999年6月16日）是一位英国历史学家，他主要研究英國早期现代以及英格蘭內戰的歷史，他起初研究的是英国中世纪美术史。

## 生平
斯通生於英格兰薩里郡埃普索姆。他曾在巴黎大学学习了一段时间。1938年至1940年间在牛津大学基督堂学院學習现代史。第二次世界大战期間，他的他成為英國皇家海軍後備隊中尉，因而大學學業中断。1945年复员后，他回到牛津大学學習，並于1946年獲得文学士学位。
毕业后，他留在牛津大学。1947年至1950年间在牛津大学大学学院担任讲师。1950年，他当选牛津大學瓦德漢學院院士。他的主要研究方向從中世纪历史转到帝舵時期历史。1960年至1961年期間，他还是新泽西州普林斯顿高等研究院的成员。他于1968年当选美国文理科学院院士，1970年当选美國哲學會会士。 
1963年，斯通离开牛津大学，加入普林斯顿大学担任道奇历史教授。1967年至1970年间担任历史系主任，并于1968年成为戴维斯历史研究中心的创始主任。他于1990年退休。
斯通最終在新泽西州普林斯顿去世，享年79岁。他晚年長期患有帕金森氏症。